# Euroscaptor subanura
Euroscaptor subanura és una espècie d'eulipotifle de la família dels tàlpids. Viu a altituds d'entre 200 i 300 msnm al nord del Vietnam. Els seus hàbitats naturals són els boscos caducifolis situats prop de muntanyes de calcària. Es desconeix si hi ha cap amenaça significativa per a la supervivència d'aquesta espècie. El seu nom específic, subanura, significa ‘gairebé sense cua’.